# جانجي
جَنجي أو جانجي (بالإيطالية: Gangi)‏ هي بلدية في مقاطعة باليرمو في صقلية الإيطالية.

## السكان
في سنة 1861 بلغ عدد السكان 10٬695 نسمة، وتطور العدد ليصل في سنة 2011 لـ 7٬063 نسمة.
يظهر هذا المخطط البياني تطور النمو السكاني لـ جَنجي

## معرض صور

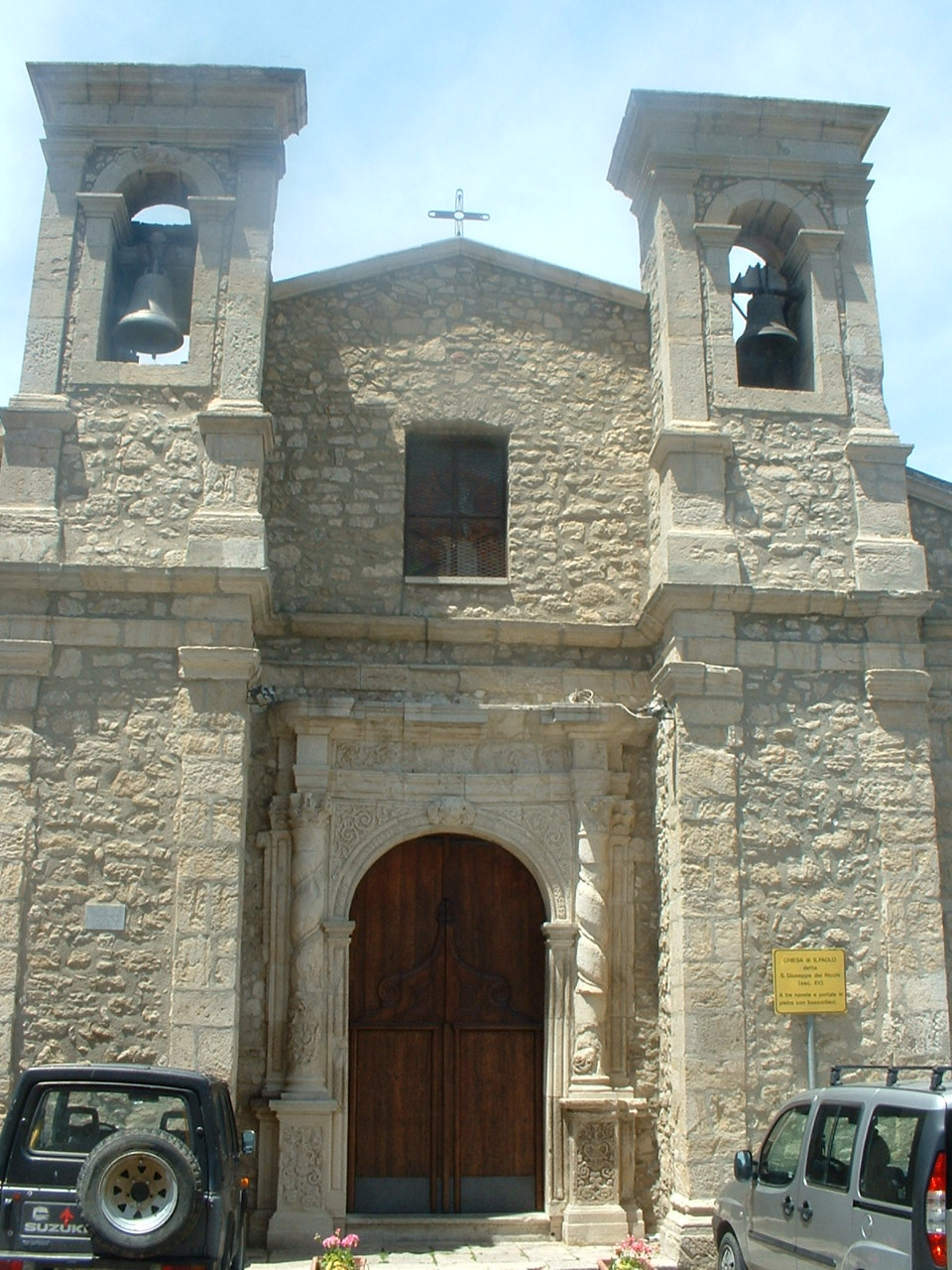
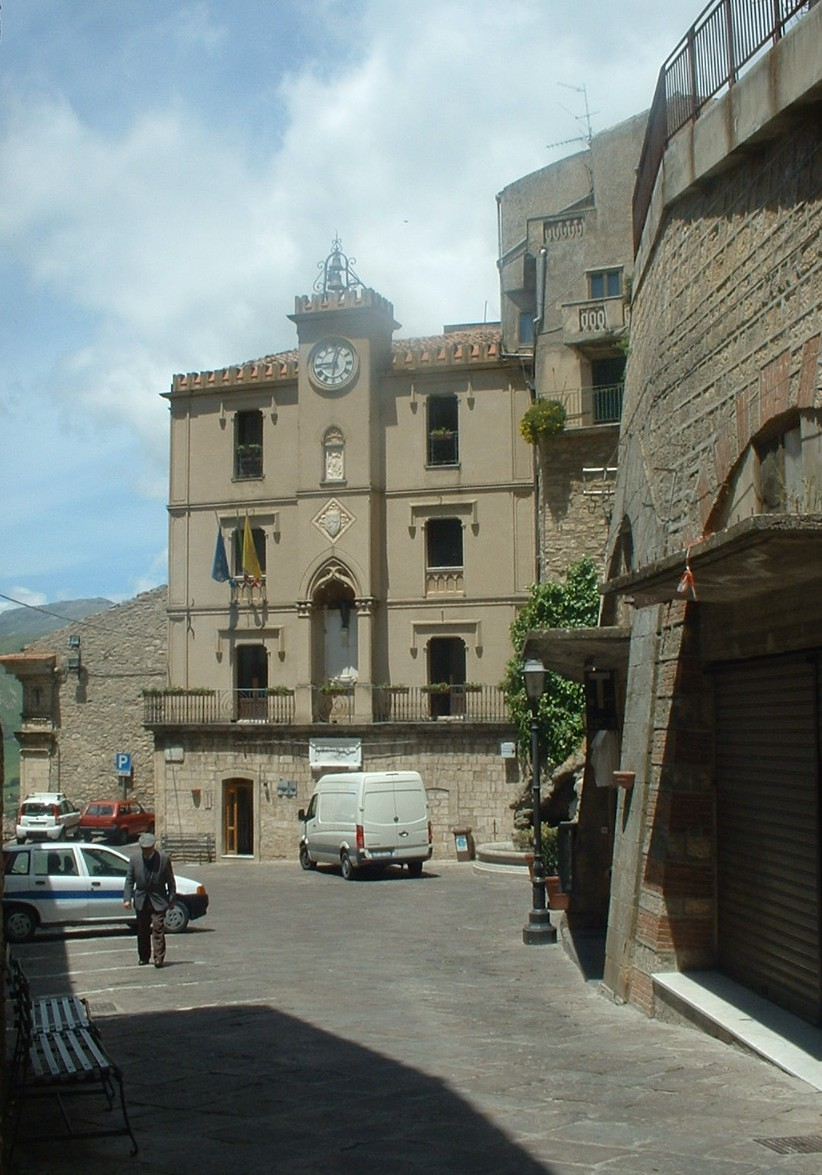
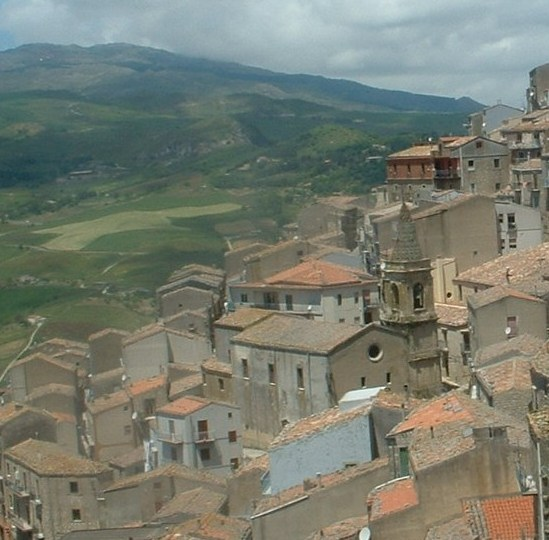
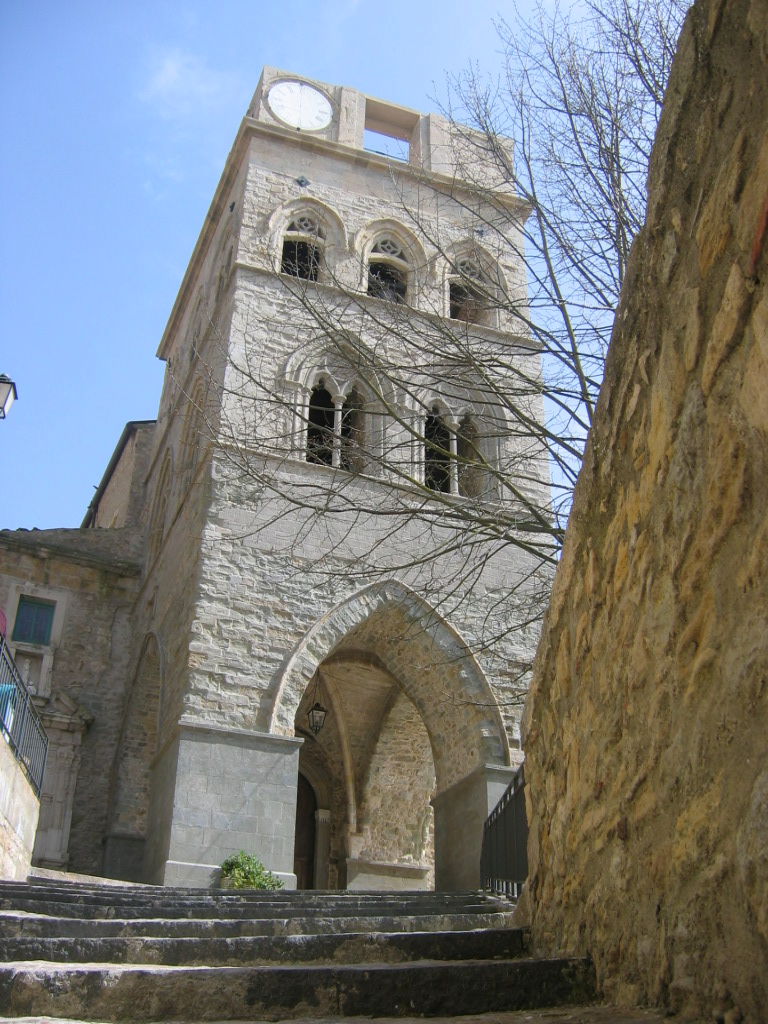